# Fimbristylis maracandica
Fimbristylis maracandica là loài thực vật có hoa trong họ Cói. Loài này được Zakirov mô tả khoa học đầu tiên năm 1950.